# 我们的歌 (综艺节目)
《我们的歌》，全名《中國夢之聲•我們的歌》，是东方卫视出品的大型室内音乐竞演节目。节目邀请两代音乐人，分为榜样歌手和新声歌手组成跨越年龄、风格的搭档，进行比赛。为体现节目特点，节目的舞台呈“Y”型，标志着“传统”和“潮流”如“Y”字形一般在音乐中实现交会；而确认搭档的按钮也呈“Y”字（代表“Yes（是）”）。第一季於2019年10月27日起每週日21:00接档《中国达人秀6》播出；第二季於2020年10月11日每週日21:00接档《极限挑战宝藏行》播出；第三季於2021年9月19日每週日21:00接档《极限挑战宝藏行2》播出；第四季於2022年9月25日每週日21:00接档《极限挑战8》播出。第五季於2023年10月8日每週日21:00接档《开播！情景喜剧2》播出。第六季於2024年7月21日每週日21:00接档《极限挑战10》播出。目前已播出至第六季。

## 季度描述
- 详细赛果请参考各季条目。

| 赛季 | 开播时间       | 完结时间                                 | 主持人 | 集数 | 金声拍档                                         | 优声拍档                                         |
| ---- | -------------- | ---------------------------------------- | ------ | ---- | ------------------------------------------------ | ------------------------------------------------ |
| 1    | 2019年10月27日 | 2020年1月19日                            | 林海   | 14   | 李克勤、周深                                     | 費玉清、阿雲嘎那英、肖戰                         |
| 2    | 2020年10月11日 | 2020年12月27日                           | 林海   | 14   | 陳小春、GAI                                      | 李玟、王琳凱                                     |
| 3    | 2021年9月19日  | 2021年12月5日                            | 林海   | 14   | 林子祥、胡夏                                     | 不適用                                           |
| 4    | 2022年9月25日  | 2022年12月18日                           | 林海   | 12   | 張淇、蕭敬騰                                     | 不適用                                           |
| 5    | 2023年10月8日  | 2023年12月24日                           | 林海   | 12   | 騰格爾、白舉綱                                   | 不適用                                           |
| 6    | 2024年7月21日  | 2024年09月29 特备直播节目：2024年10月6日 | 林海   | 12   | 荣耀金曲： 龔琳娜、張遠《悟空传》＆ 《天降甘霖》 | 荣耀金曲： 龔琳娜、張遠《悟空传》＆ 《天降甘霖》 |

## 西班牙版本
《我们的歌》2019年在东方卫视诞生，2020年10月首次亮相法国戛纳电视节mipcom online+节展。2021年1月起，东方卫视与法国电视机构herve hubert sas签署了法语版节目模式选择权协议。随后，又与德国sony影视、西班牙grupo ganga制作公司、美国华纳公司、意大利garbo produzionis公司分别签署了德语、西班牙语、英语、意大利语版节目模式选择权协议。
2022年6月，西班牙grupo ganga 制作公司与西班牙国家电视台rtve签署《我们的歌》西班牙语模式版本的制作播出协议，根据当地特色，把该节目西班牙语名称确定为《duos increibles》（不可思议的二重唱），同年8月上旬，《我们的歌》西班牙语模式版本开始搭台、录制。2022年9月29日晚黄金时段在西班牙国家电视台播出第一集，收视份额达到12.7%，同时段位列西班牙全国第一。这开创了中国原创节目模式在欧美主流媒体平台播出的先例，实现中国原创节目模式向欧美输出的“零的突破”。